# Огірок партенокарпічний
Огірок партенокарпічний — добір сортів огірка, здатних зав'язувати плоди без запилення, а отже і без насіння.
Партенокарпічні огірки вирощують в умовах відсутності запилення: в ізольованих теплицях, під герметично вкладеним нетканим матеріалом, у зимових теплицях.
У деяких партенокарпічних сортів при запиленні насіння зав'язується не рівномірно по всій площі, а у верхній частині плоду, тоді огірки виходять пузаті, гачкуватої та грушеподібної форми.
Опис сортів огірка містить також поняття жіночий тип квітування, тобто переважання на рослинах жіночих квіток і мала кількість або відсутність чоловічих. Чоловічі квітки, т.з. «пустоцвіти», потрібні, щоб запилювати жіночі квітки, які не мають тичинок і відрізняються від чоловічих наявністю «зав'язі». Тому якщо сорт із жіночим типом квітування не є партенокарпічним, йому потрібно для запилення підсаджувати кілька рослин змішаного типу квітування. І навпаки, якщо висаджувати всі сорти з жіночим типом квітування, ці сорти мають бути партенокарпічними. Практично всі сучасні тепличні гібриди мають жіночий тип квітування.
Останнім часом усе більше з'являється сортів з букетним, або пучковим плодоношення — коли в пазусі листка розвивається не одна, а відразу кілька зав'язей, це, як правило, короткоплідні сорти з інтенсивним плодоношенням, які вимагають ретельного догляду. З таких сортів збирають численні маленькі огірочки, т.з. корнішони чи пікулі. 